# 菱垣廻船

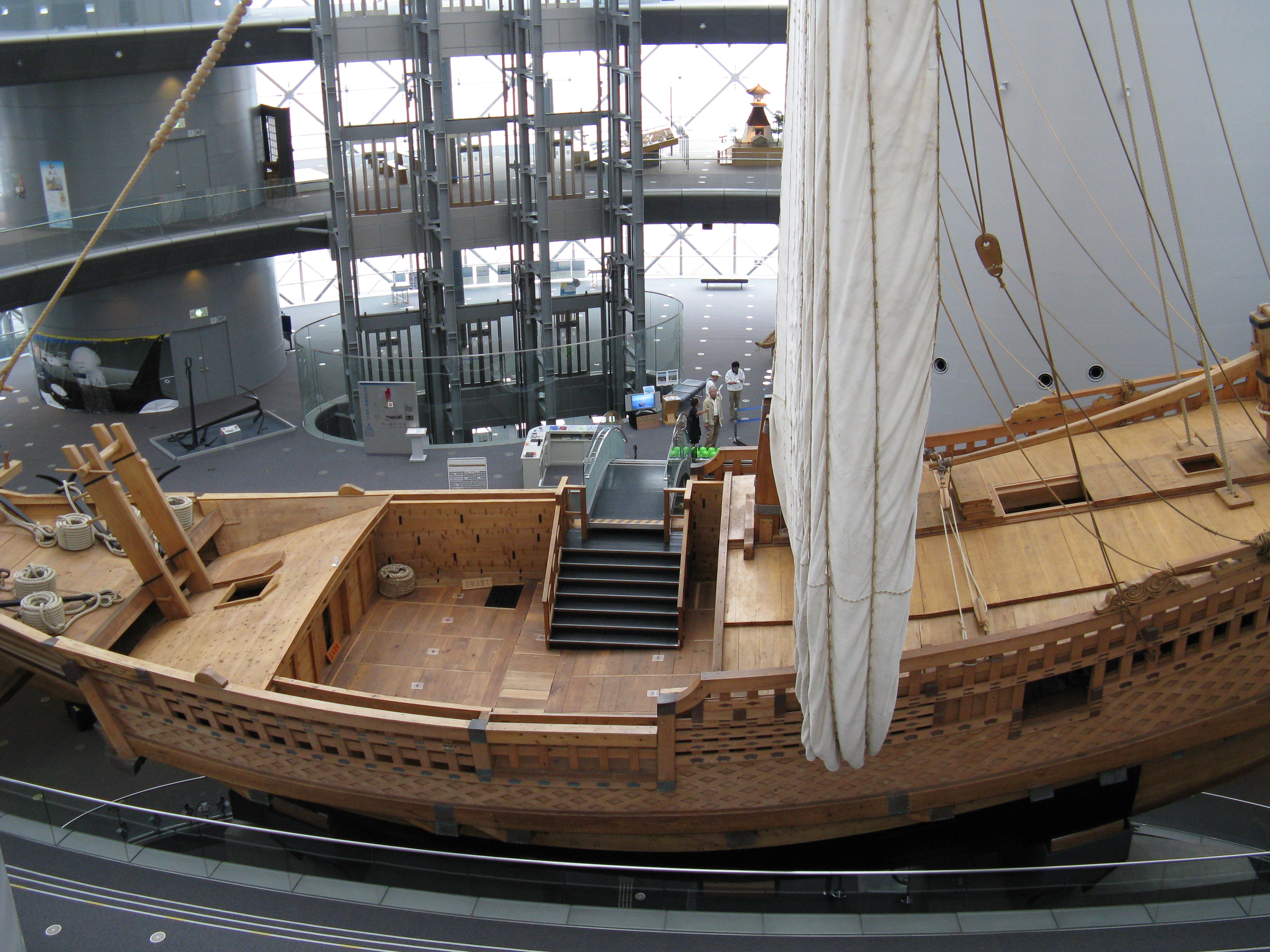
復元船「浪華丸」

菱垣廻船（ひがきかいせん）とは、日本の江戸時代に、大坂などの上方と江戸の消費地を結んだ廻船（貨物船）である。当時、存在した同様の貨物船の樽廻船と並び称される。菱垣とは、両舷に設けられた垣立（かきだつ）と呼ばれる舷墻に装飾として木製の菱組格子を組んだ事に由来する。

## 概要
江戸時代の1619年（元和5年）に和泉国堺の商人が紀州の富田浦の廻船を雇って江戸へ回航させたのが創始で、多種多様な日常の生活物資を運んだ。1619年(元和5年)に大坂北浜の泉谷平右衛門が250石を積んだ廻船を借り、日用品を江戸に運んだことが始まり。1624年(寛永元年)には、菱垣廻船問屋が5軒完成し、都市部への輸送が活発化した。
1730年（享保15年）、菱垣廻船問屋に属していた酒問屋が、菱垣廻船の使用を停止し新たに酒を主な荷物とする樽廻船での輸送を開始した。輸送時間で勝る樽廻船は、次第に酒以外の荷も運ぶようになり、菱垣廻船と樽廻船は競合した。そのため1770年（明和7年）には積荷の内容による両者の分離が行われ、米・糠などの7品は菱垣廻船と樽廻船の両方、酒は樽廻船、他は菱垣廻船で運ぶという仕法が定められた。しかし樽廻船への積荷はやまず、菱垣廻船は次第に劣勢となっていった。
水野忠邦の天保の改革の一環である株仲間解散で菱垣は撤廃される。

## 誤った通説の流布
明治時代の歴史学者が菱垣廻船の誤った理解を世に広めた。例えば藤田明の「江戸時代の海運事業」（『日本海上史論』所収、1904年（明治37年）刊）の中では「船に載せたところの物資が外に落ちない様に、荷物の両舷のところへ竹を交叉して、菱の様な形を造っている。その竹の編み出が恰も菱の様な形になっているので菱垣廻船と言った」と書かれている。また『東京諸問屋沿革史』では「往昔船舶をして大洋の怒涛激浪を防がんがため、船上に囲いを設け、竹木をして外囲いを菱形に結付けし故を以って菱垣廻船の名称起こると言う」と書かれている。また、このような竹垣説の他にも、例えば、太平洋戦争前の和船研究家の桃木武平による『大阪市史』第5巻では「菱垣船にては之れ（大筋という舷側壁を構成する主要な縦通材のこと）に菱継ぎの飾りをなす船多し、菱垣の名は之れを由て起れるものなり」と記されており、菱垣は飾り金具であったとする説もあった。
1829年（文政12年）の大阪町奉行の記録として、菱垣廻船に関する答申書が残っており、その中では、1624年（寛永元年）に大阪北浜町の泉屋が江戸 - 大阪間の廻船問屋を始め、1627年（寛永4年）には毛馬屋、富田屋、大津屋、顕（あら）屋、塩屋が開業した、とされる。塩屋は持ち船の数が少なく、荷主達に対しては船が不足した場合は摂州脇之浜の廻船が応援に来ると約束した。脇之浜からの雇船は、他との区別のために目印として垣立（舷側の部位の1つ）の表に菱垣を取付けたとされる。この記録とは別に、幾つかの記録から見て、菱垣は塩屋だけでなく他の廻船問屋もトレードマークとして採用したことが考えられる。少なくとも、菱垣廻船に菱垣が取付けられた位置は垣立の外面であったことが多くの記録から知られており、菱垣が波浪で崩れる荷物を押える役割を果たすような構造ではなかったことが明らかである（位置については本記事の写真を参照下さい）。
現在の日本では、例えば、検定済みの高校教科書「新日本史」でも『菱垣廻船は、積荷が落ちないように舷側に竹や木で菱形の垣を作ったものでその名があり、木綿・油・酒などの輸送にあたった』とされていることがあり、このような通説が今でも流布しているが、これらは誤りである。